# Distretto di El Abadia
Il distretto di El Abadia è un distretto della provincia di 'Ayn Defla, in Algeria.

## Comuni
I comuni del distretto sono:
- El Abadia
- Tacheta Zougagha
- Aïn Bouyahia